# Церква Бориса і Гліба (Суздаль)
Це́рква Бори́са і Глі́ба (Суздаль) — пам'ятка архітектури кінця 17−18 ст., яку відносять до нечастих в Суздалі зразків місцевого бароко.

## Історія
Церква побудована на невеликому пагорбі, де колись стояв монастир Бориса і Гліба. В роки смути і війни з Польщею на початку 17 століття дерев'яна Борисова слобода і монастир були поруйновані. 1629 року тут відновилося поселення і створені невеликі дерев'яні храми Благовіщення і святого Миколая. В кінці 17 століття розпочато будівництво сучасної кам'яної церкви. В 1740-ві роки до храмової трапезної прибудували дзвіницю зі шпилем в формах західноєвропейського бароко, характерніших для Москви і Петербурга.
На рівнинній ділянці з невисокими пагорбами, де розташований Суздаль, величними силуетами виділяються собор Різдва Богородиці (Суздаль) та церква Бориса і Гліба. Але вони різні і за формами, і за стилем. Вони свідки того шляху, що пройшла місцева архітектурна школа за 300 років. Обидві пам'ятки мають московські впливи, бо Суздаль мав тісні культурні зв'язки зі столицею Московії.

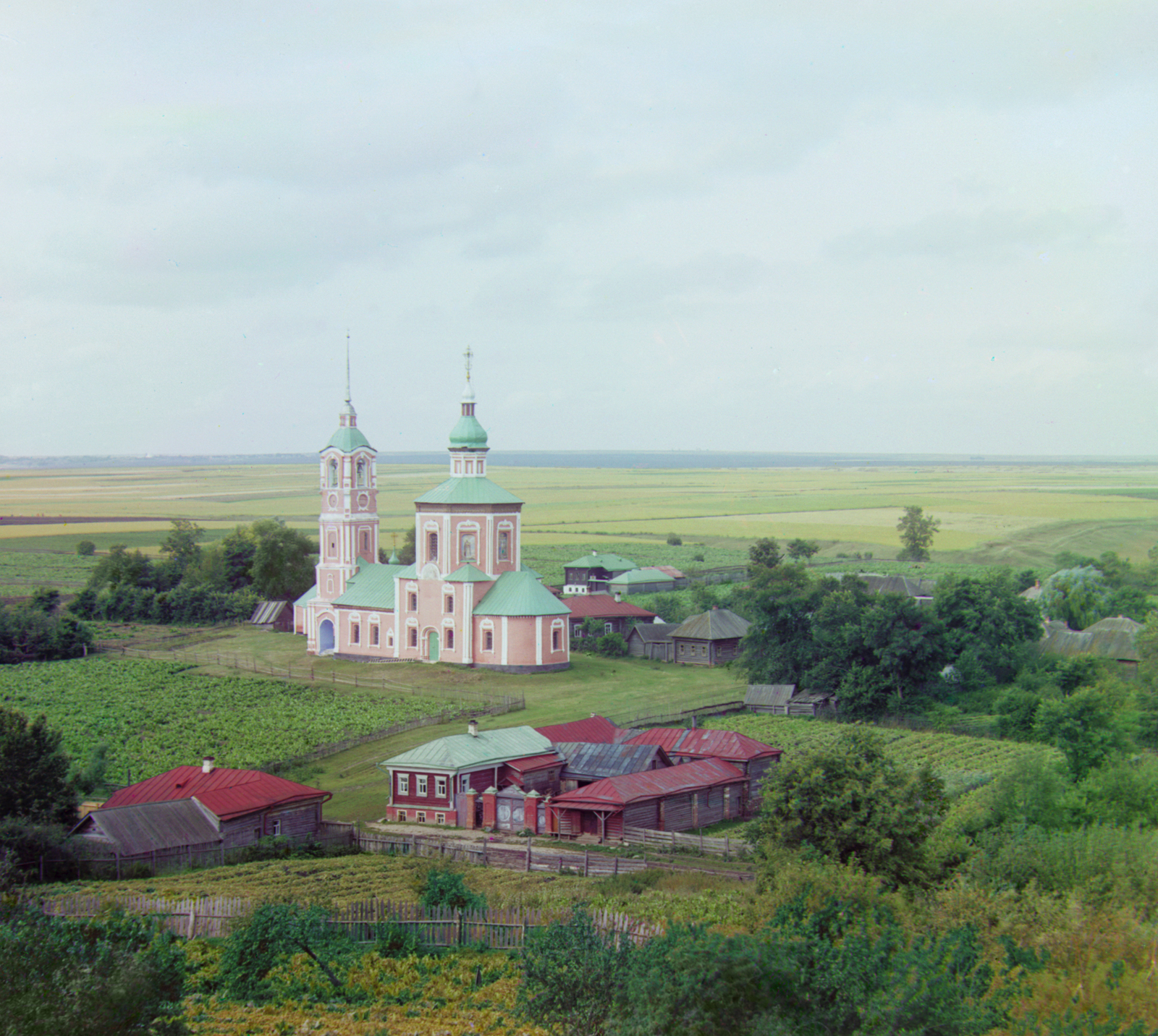
Церква Бориса і Гліба

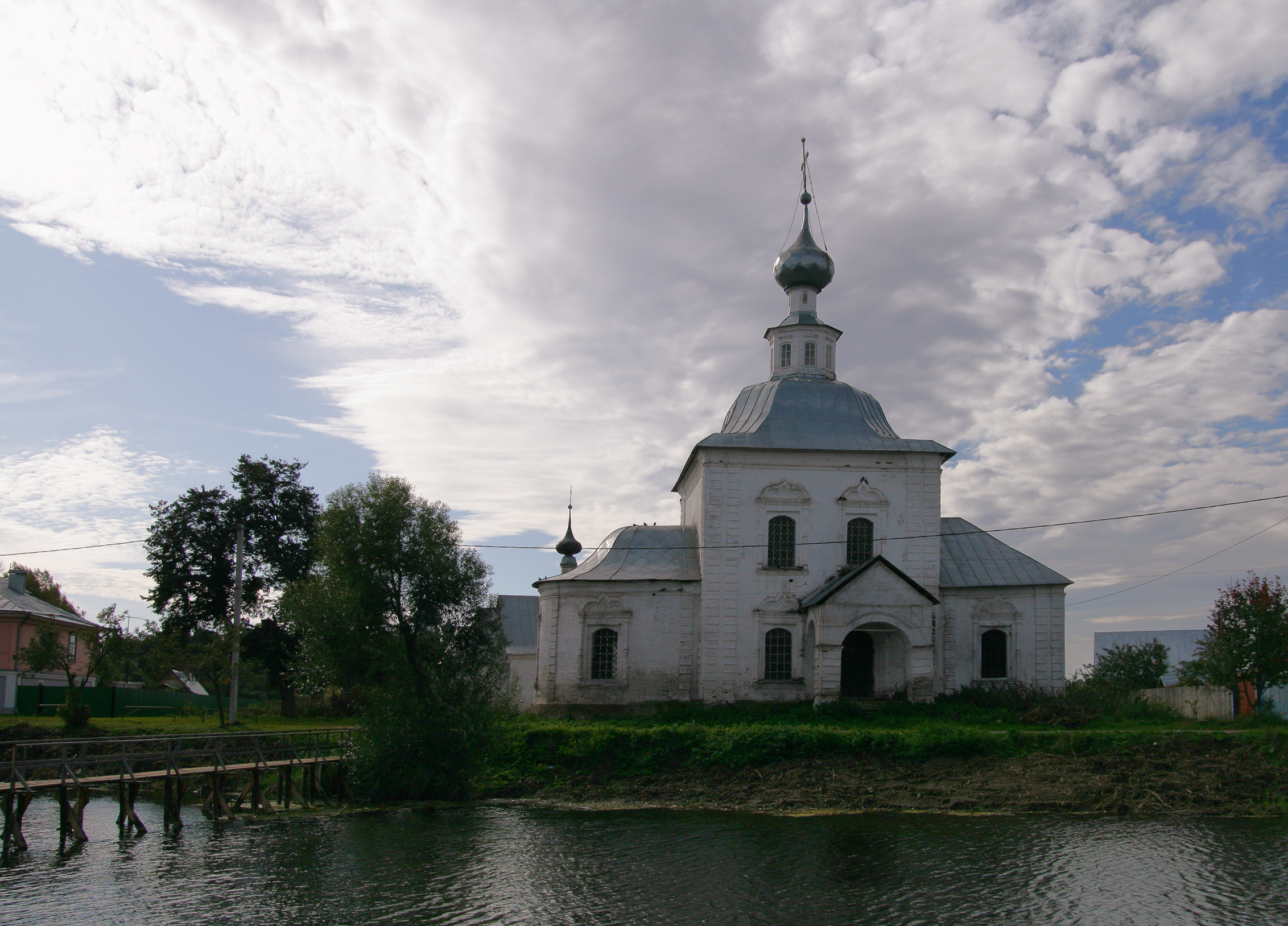
Богоявленська церква (Суздаль)

Накопичення барокових форм в Московії 17 століття йшло двома шляхами — * розвитком суто національних форм
- запозиченнями з Польщі, України і, особливо, з Голландії 17 століття, тісні культурні і економічні зв'язки з якою підтримував царський двір Романових.

На початку 18 століття процес барокових запозичень суттєво прискорився через практику запрошення іноземних архітекторів з Швейцарії, Італії, німецьких князівств до Москви і, особливо, до Санкт-Петербурга.
Перехідні форми від національних російських (ще кінця 17 століття) до барокових середини 18 століття і має церква Бориса і Гліба в Суздалі. На тлі малих (нехай і кам'яних), маловиразних і відверто провінційних церковок Суздаля (церква Сімеона Стовпника (Суздаль) , церква Різдва Івана Предтечі (Суздаль) Пятницкая церковь (Суздаль)) — церква Бориса і Гліба виділяється масштабом, величчю і помітним містобудівним значенням навіть поряд з Богоявленською церкою, побудованою 1781 року в Кожевеній слободі, барокові риси якої більш суттєві. Борисоглібська — розташована в західній частині міста на правому березі річки Каменки. Неподалік в 1960-ті роки створили Суздальський музей дерев'яної архітектури.

## Опис споруди

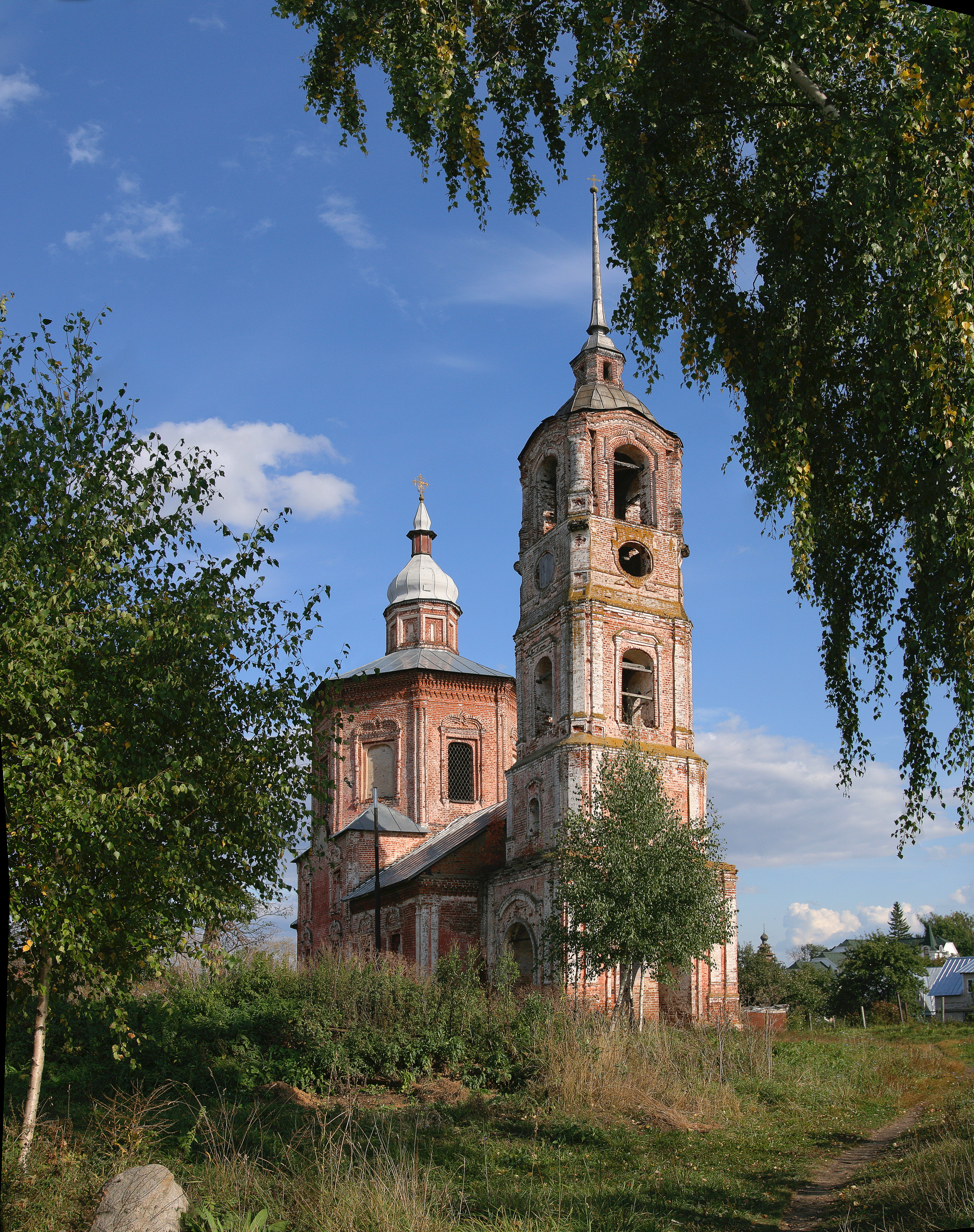
Церква Бориса і Гліба, західний фасад.

В основі — четверик, на якому вибудували величний восьмерик з червоної цегли. Кути споруди прикрашені тонкими, декоративними колонками. Четверик прикрашають лише портал і віконні отвори з характерними наличниками кінця 17 століття. Восьмерик прикрашають вікна і ніші, облямовані тими ж деталями, що і вікна. Дах храму прикрашає одна баня з невеликою луківкою. Будівельники дотримуються симетрії в розташуванні вікон, якої ще не було навіть в сучасних їй спорудах церкви Йоасафа-царевича(Москва) 1688 року чи в церкві Благовіщення (Каргополь) 1692 року. Це свідчить про знайомство зі зразками західноєвропейської архітектури і новими естетичними ідеалами. Зі сходу до четверика прибудовано гранчату абсиду. З заходу розташована трапезна на три вікна.
В 1740-ві роки до трапезної впритул прибудували високу дзвіницю на чотири яруси. Декор дзвіниці — бароковий, притаманний московським і петербурзьким спорудам, розфарбування в два кольори — червоне тло, білі — архітекткрні деталі. Сучасний вхід до церкви через портал в першому ярусі дзвіниці.

## Ресурси російського інтернету
- Суздаль. Борисоглебская церковь [Архівовано 21 жовтня 2014 у Wayback Machine.]
- Круговая панорама Борисоглебской церкви [Архівовано 10 серпня 2009 у Wayback Machine.]
- Церковь Бориса и Глеба Борисоглебского прихода Галерея изображений Борисоглебской церкви в Реестре храмов России [Архівовано 29 жовтня 2014 у Wayback Machine.]